# Psapharochrus arietis
Psapharochrus arietis är en skalbaggsart som först beskrevs av Bates 1885.  Psapharochrus arietis ingår i släktet Psapharochrus och familjen långhorningar.
Artens utbredningsområde är Guatemala. Inga underarter finns listade i Catalogue of Life.